# Calamagrostis purpurascens
Calamagrostis purpurascens är en gräsart som beskrevs av Robert Brown. Calamagrostis purpurascens ingår i släktet rör, och familjen gräs. Inga underarter finns listade i Catalogue of Life.